# Форест (Луїзіана)
Форест (англ. Forest) — селище (англ. village) в США, в окрузі Вест-Керролл штату Луїзіана. Населення — 304 особи (2020).

## Географія
Форест розташований за координатами 32°47′33″ пн. ш. 91°24′45″ зх. д. / 32.79250° пн. ш. 91.41250° зх. д. (32.792366, -91.412555).  За даними Бюро перепису населення США в 2010 році селище мало площу 4,33 км², уся площа — суходіл.

## Демографія
Згідно з переписом 2010 року, у селищі мешкало 355 осіб у 126 домогосподарствах у складі 101 родини. Густота населення становила 82 особи/км².  Було 134 помешкання (31/км²).
Расовий склад населення:
| - 91,3 % — білих - 1,4 % — азіатів - 0,8 % — чорних або афроамериканців - 3,4 % — осіб інших рас |

До двох чи більше рас належало 3,1 %. Частка іспаномовних становила 9,0 % від усіх жителів.
За віковим діапазоном населення розподілялося таким чином: 29,9 % — особи молодші 18 років, 54,3 % — особи у віці 18—64 років, 15,8 % — особи у віці 65 років та старші. Медіана віку мешканця становила 37,6 року. На 100 осіб жіночої статі у селищі припадало 83,9 чоловіків;  на 100 жінок у віці від 18 років та старших — 83,1 чоловіків також старших 18 років.
Середній дохід на одне домашнє господарство  становив 60 123 долари США (медіана — 43 750), а середній дохід на одну сім'ю — 76 850 доларів (медіана — 59 375). За межею бідності перебувало 28,2 % осіб, у тому числі 46,7 % дітей у віці до 18 років та 15,5 % осіб у віці 65 років та старших.
Цивільне працевлаштоване населення становило 127 осіб. Основні галузі зайнятості: будівництво — 19,7 %, транспорт — 15,0 %, публічна адміністрація — 15,0 %.